# Cuban Ledge
Cuban Ledge est un îlot de l'archipel des îles Pelham, composé principalement de sable et de petits rochers situé dans la baie d'Eastchester, dans le Bronx, dans le détroit de Long Island.

## Géographie
Il est situé entre Rodman's Neck (en) et Country Club (en) et n'est visible qu'à marée basse,. Dangereux pour les navires, il est marqué par une tour de signalisation.

## Histoire
Plusieurs histoires circulent sur l'origine de son nom. Selon certains récits, il a été donné en 1898 lorsque des marins ont jeté par-dessus bord des roches de la cargaison d'un navire, abandonné par son équipage pour partir combattre à Cuba lors de la guerre hispano-américaine,. Une autre version indique que l'îlot s'est formé lorsqu'une grande barge transportant du sable et du gravier s'est échouée sur un banc.
Une autre histoire stipule que le nom viendrait d'un navire du nom de Cuban Lady qui s'est échoué sur le récif dans les années 1880,. D'autres théories suggèrent que le rebord ressemble au contour de l'île de Cuba,,.